# Texcapilla
Texcapilla är en ort i Mexiko.   Den ligger i kommunen Texcaltitlán och delstaten Mexiko, i den södra delen av landet, 100 km sydväst om huvudstaden Mexico City. Texcapilla ligger 2 900 meter över havet och antalet invånare är 1 497.
Terrängen runt Texcapilla är huvudsakligen kuperad, men åt sydost är den bergig. Texcapilla ligger uppe på en höjd. Runt Texcapilla är det ganska tätbefolkat, med 155 invånare per kvadratkilometer. Närmaste större samhälle är Coatepec Harinas, 19,1 km öster om Texcapilla. I omgivningarna runt Texcapilla växer huvudsakligen savannskog.